# 中村寛 (建築家)
中村 寛(なかむら ゆたか、1892年 - 1968年、旧姓・天野)は、大正から昭和にかけて活動した日本の建築家、都市計画家。
改良住宅、住宅地区改良事業、また同潤会が担当した建物や住宅地設計に多くの功績を遺す。

## 経歴
広島県呉市に生まれる。1917年（大正6年）、東京帝国大学工科大学建築学科を卒業する。卒業後、文部省を経て内務省に都市計画地方委員会技師採用で入省した。
その後、内務省都市計画課に勤務する。後に主任技師として、住宅問題を多く扱い、不良住宅地区改良とこれに伴う小住宅監督制度を提唱の傍ら、英国の住居法(Housing Act)を研究した。
1920年（大正9年）、都市計画および住宅問題調査のため欧米視察に派遣される。
帰国後、内務省復興局技師となる。1924年（大正13年）、内務省社会局技師に転任する。
1923年（大正12年)の関東大震災ののち設立された同潤会の事業にも関与し、東大教授で同会理事の内田祥三の信任が厚かったという。1924年には論文「明治五年の大火による銀座の焼跡区画整理並に煉瓦造家屋建築助成方法に就て」（『建築雑誌』No.451、1924年1月、p.139-142）を発表した。同潤会では応急のバラック建設を担い、その後東京市深川区猿江裏町などの不良住宅地区などの改良に向かう。この実績をもとに1927年(昭和2年)年,不良住宅地区改良法が成立した。また「勤人向分譲住宅」325戸の設計や分譲住宅地設計に関与していく。
さらに労働者災害や、東北地方の農村住宅の調査改善にも携わり、数冊の報告書を発表した。
戦雲の濃くなった1939年（昭和14年）には厚生省軍事保護院技師となり、1941年（昭和16年）には計画局工営課長として傷痍軍人の療養所建設に当たったほか、住宅制度調査委員会常任委員を務める。
太平洋戦争後も奄美群島住宅改善調査（1960年）など、全国の村落の住宅調査改善を手がけた。